# Kreisgericht Wiesbaden
Das Kreisgericht Wiesbaden war zwischen 1867 und 1879 ein Gericht der ordentlichen Gerichtsbarkeit im damals preußischen Wiesbaden und eines von drei Kreisgerichten im Regierungsbezirk Wiesbaden.
Mit § 12 der Verordnung vom 22. Februar 1867 wurde nach der Annexion Nassaus durch Preußen die Trennung von Verwaltung und Justiz angeordnet. Diese war im Herzogtum Nassau nicht gegeben. Die Ämter waren sowohl Verwaltungsbezirke als auch Gerichte erster Instanz. Mit Verordnungen vom 26. Juni 1867 und 21. August 1867 wurde die Justizfunktion den neu geschaffenen Amtsgerichten übertragen. In Dillenburg, Limburg und Wiesbaden wurden Kreisgerichte, in Wiesbaden das übergeordnete Appellationsgericht Wiesbaden geschaffen.
Das Kreisgericht Wiesbaden wurde als Nachfolger des Hofgerichts Wiesbaden eingerichtet. Es war für zehn Amtsgerichte mit zusammen 26 Amtsrichtern zuständig. Es war mit elf Richterstellen ausgestattet.
| Amtsgericht                        | Gerichtsbezirk                                                                      | Richterzahl |
| ---------------------------------- | ----------------------------------------------------------------------------------- | ----------- |
| Amtsgericht Bad Homburg v. d. Höhe | Justizamt Homburg, Rödelheim und dem großherzoglich hessischen Teil von Niederursel | 3           |
| Amtsgericht Höchst                 | Amt Höchst                                                                          | 3           |
| Amtsgericht Hochheim               | Amt Hochheim                                                                        | 2           |
| Amtsgericht Königstein             | Amt Königstein                                                                      | 2           |
| Amtsgericht Wiesbaden              | Amt Wiesbaden                                                                       | 5           |
| Amtsgericht Eltville               | Amt Eltville                                                                        | 2           |
| Amtsgericht Rüdesheim              | Amt Rüdesheim                                                                       | 2           |
| Amtsgericht St. Goarshausen        | Amt St. Goarshausen                                                                 | 2           |
| Amtsgericht Langen-Schwalbach      | Amt Langen-Schwalbach und Amt Wehen                                                 | 3           |
| Amtsgericht Idstein                | Amt Idstein                                                                         | 2           |

Mit dem Gesetz betreffend die Errichtung der Oberlandesgerichte und der Landgerichte vom 4. März 1878 wurde das Gericht zum 1. Oktober 1879 aufgelöst. Gleichzeitig wurde das Landgericht Wiesbaden als Nachfolger eingerichtet.